# Neotrachystola
Neotrachystola is een kevergeslacht uit de familie van de boktorren (Cerambycidae). De wetenschappelijke naam van het geslacht werd voor het eerst geldig gepubliceerd in 1942 door Breuning.

## Soorten
Neotrachystola omvat de volgende soorten:
- Neotrachystola incerta Breuning, 1942
- Neotrachystola maculipennis (Fairmaire, 1899)
- Neotrachystola superciliata Pu, 1997